# Coral World Underwater Observatory
Koordinaten: 29° 30′ 0″ N, 34° 55′ 12″ O

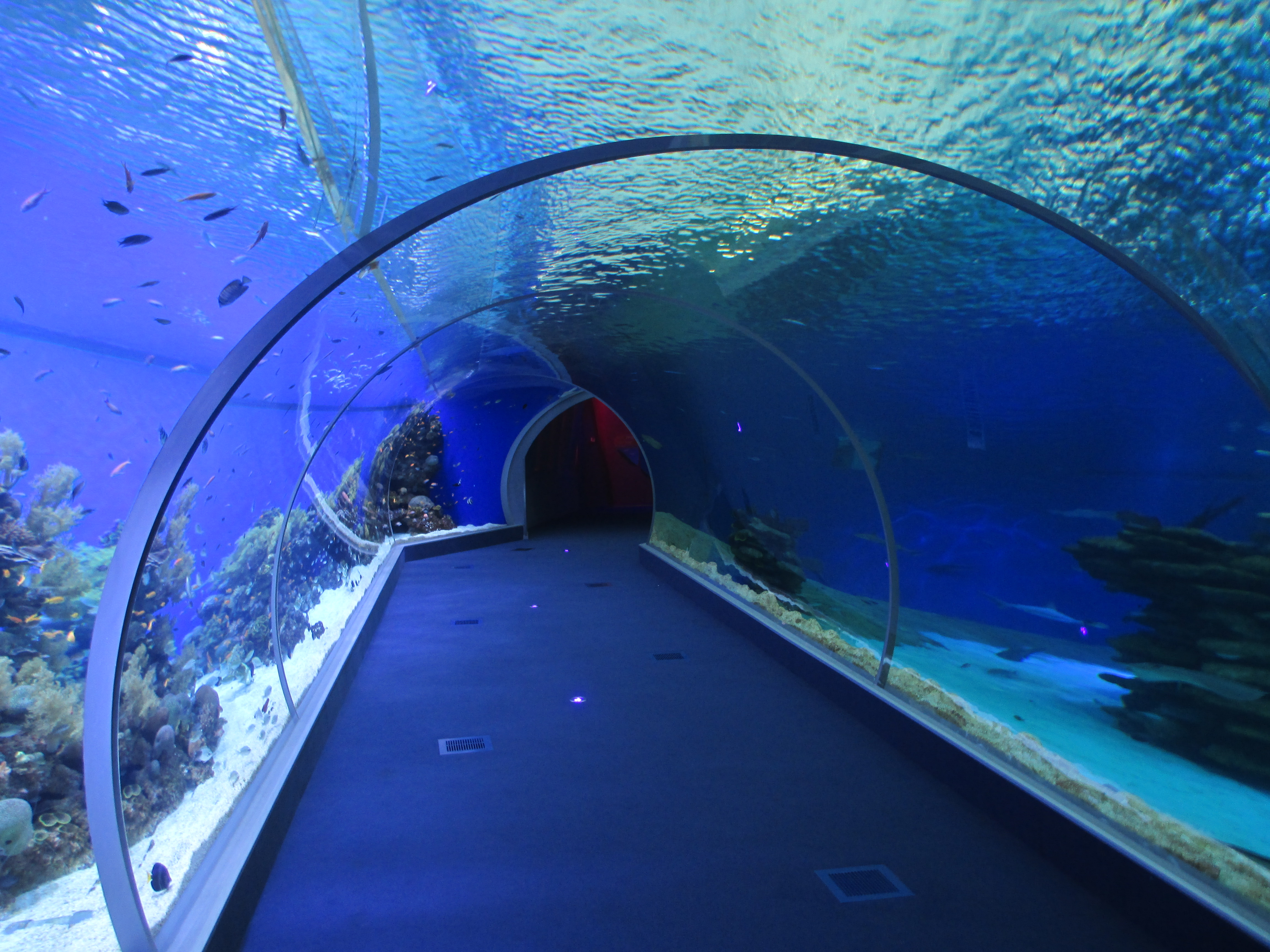
Unterwassertunnel

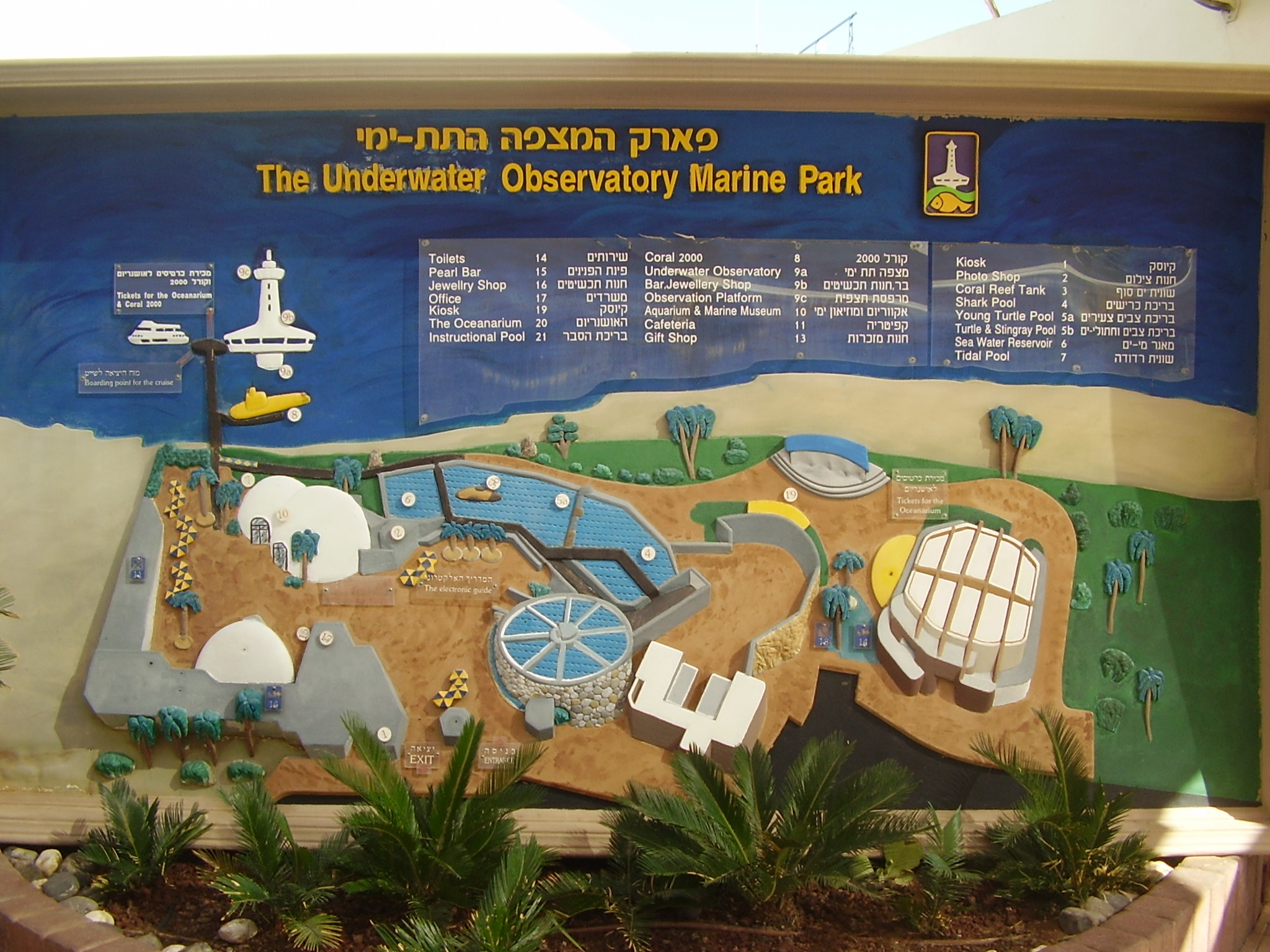
Lageplan des Underwater Observatory Marine Park

Das Coral World Underwater Observatory (hebräisch מִצְפֶּה תַּת-יַמִּי בְּאֵילָת Mitzpeh Tat-Jammī bəʾEilat, deutsch ‚Unterseeische Warte in Eilat‘) ist ein Schauaquarium, das sich in Eilath in Israel befindet und von der Coral-World-Organisation betrieben wird. Es ist ein Teil des Underwater Observatory Marine Park (פָּארְק הַמִּצְפֶּה הַתַּת-יַמִּי בְּאֵילָת Pārq haMitzpeh haTat-Jammī bəʾEilat, deutsch ‚Park der Unterseeischen Warte in Eilat‘).

## Geschichte
Das Coral World Underwater Observatory wurde auf Initiative der Familie Kahn, die viele Tauchausflüge in Eilat verbracht hatte, gegründet. Ihre Vision war es, ein Unterwasser-Observatorium im Roten Meer zu errichten, in dem die Besucher die Schönheit von Korallenriffen genießen können, ohne dabei selbst tauchen zu müssen. Zunächst wurde 1974 ein Besichtigungsturm gebaut, und das besondere Design des Aquariums sorgte bei den Besuchern für ein so großes Interesse, dass bald ein zweiter, größerer Besichtigungsturm folgte. Die Anlagen sind ein Teil einer globalen Gruppe von Unterwasser-Observatorien, die sich im Besitz der in Israel ansässigen Firma Coral World befinden.

## Tierbestand und Anlagenbereiche
Im Coral World Underwater Observatory werden aquatische Tiere in Schaubecken gezeigt. Hierbei sind die Abteilungen Sharks World (Welt der Haie) und Amazonas Hut (Tiere des Amazonas) besonders eindrucksvoll. Das Außergewöhnliche ist jedoch, dass durch große Scheiben sechs Meter unter der Wasseroberfläche die frei lebende Unterwasserwelt des Roten Meers mit seinem Korallenriff beobachtet werden kann. Es werden keine Netze oder sonstige Sperren verwendet, um die Tiere in sichtbarer Entfernung zu halten, sondern sie bewegen sich völlig frei und ungehindert. Um etwas weiter entfernte Tiere beobachten zu können, werden auch Touren mit Glasbodenbooten angeboten. Nachfolgend sind einige Beispiele von aquatischen Tieren aus den Innenanlagen gezeigt:

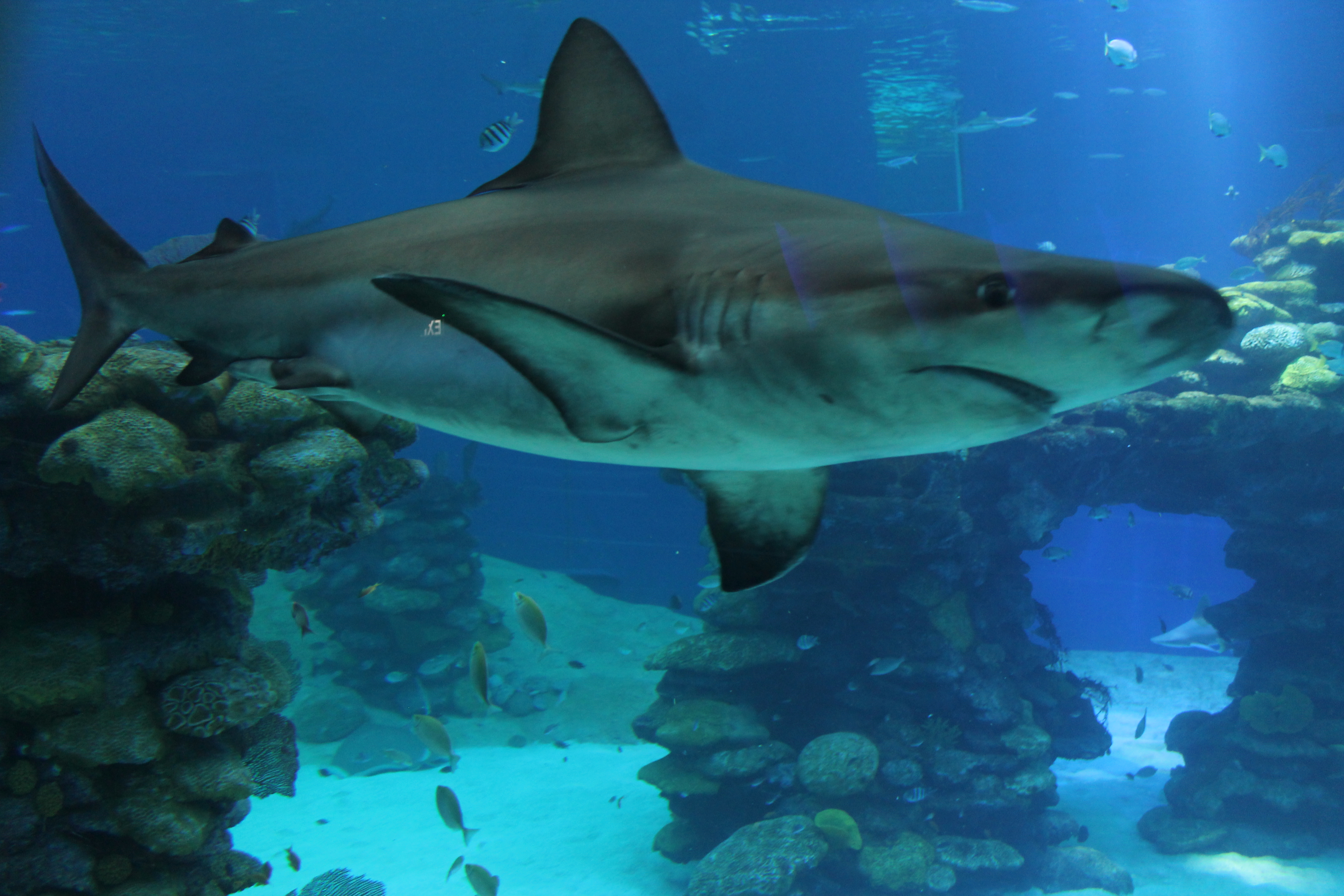
Schwarzhai (Carcharhinus obscurus)
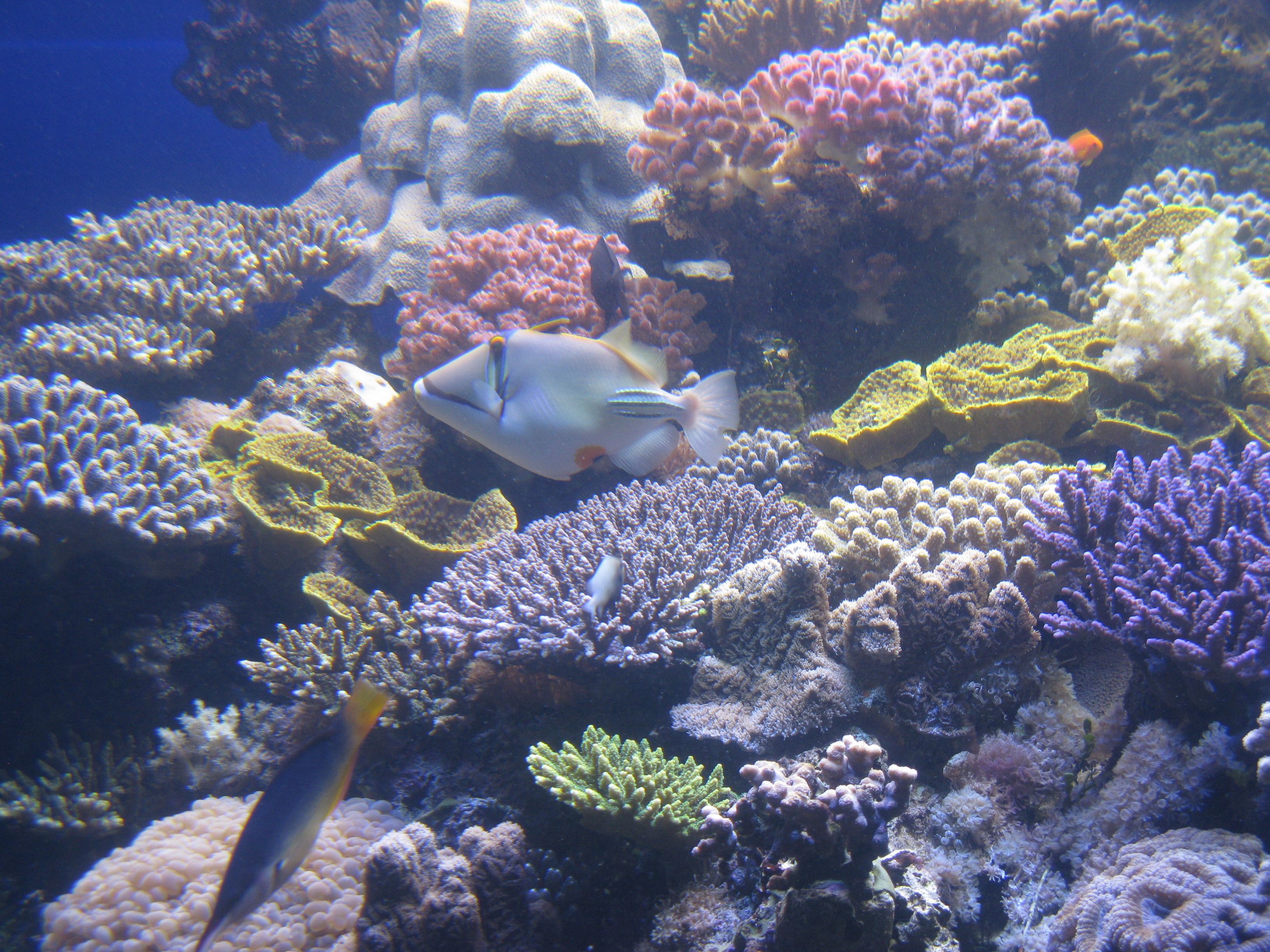
Becken mit Korallen
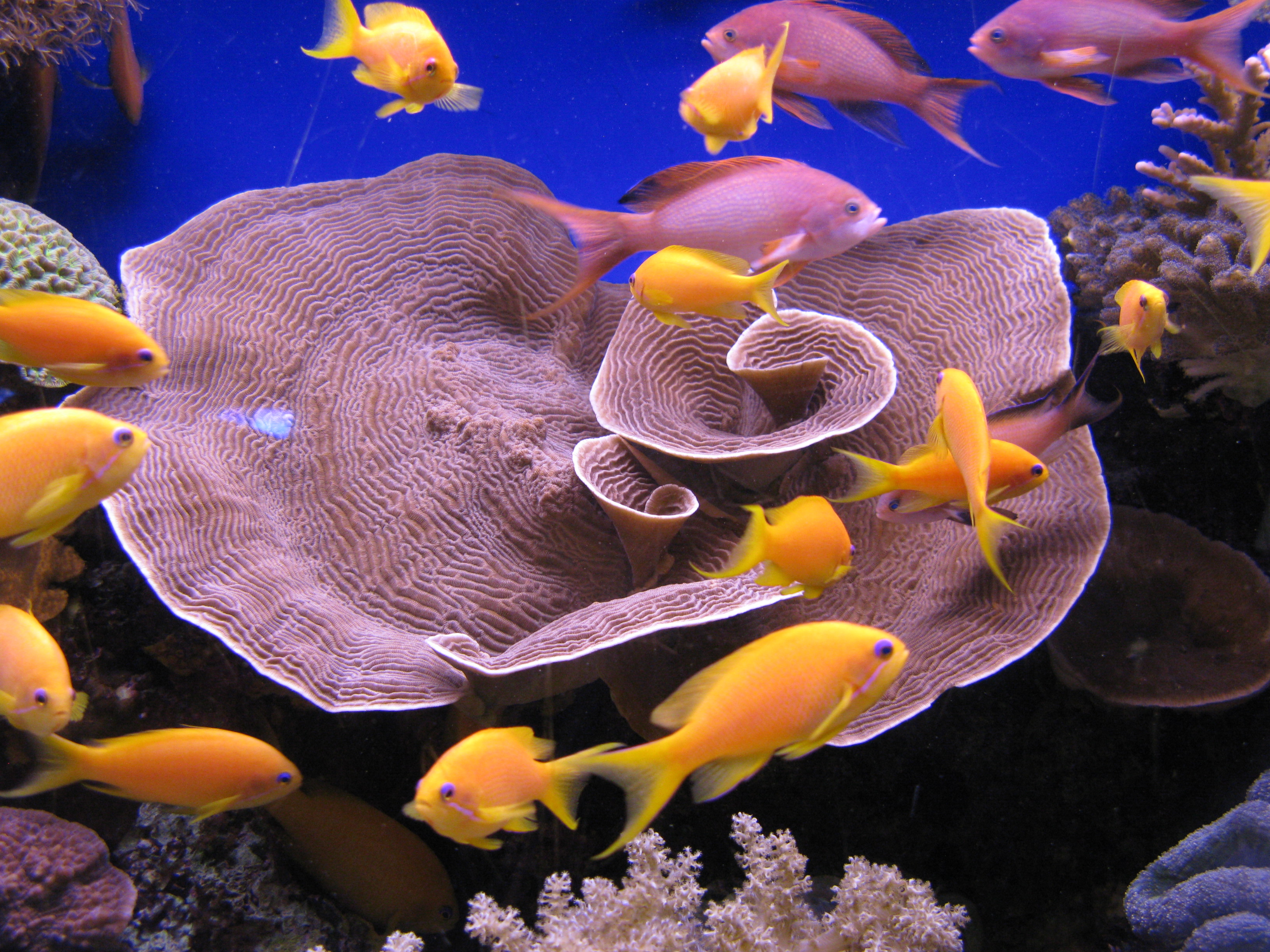
Montipora, eine Steinkoralle
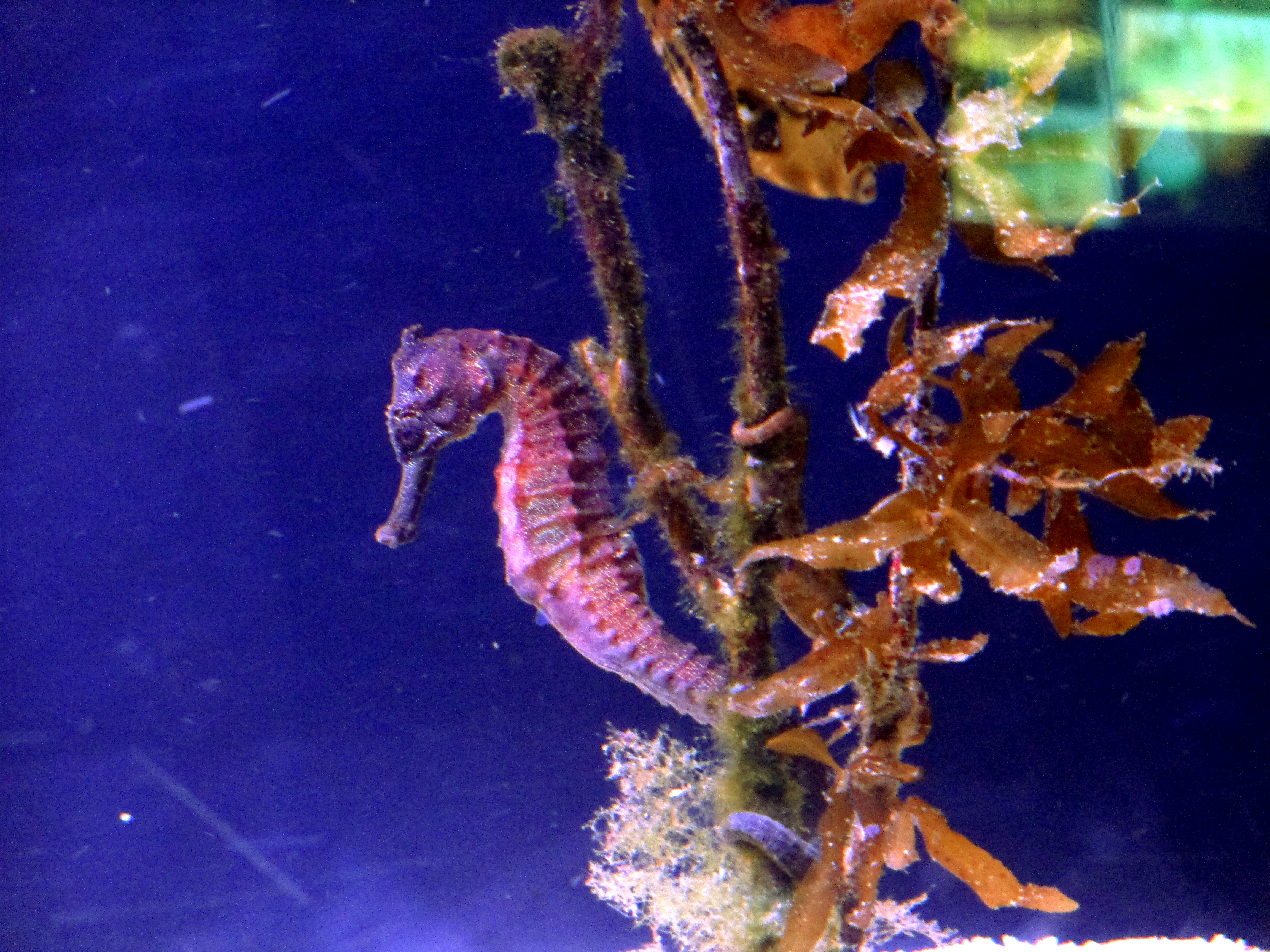
Seepferdchen (Hippocampus)
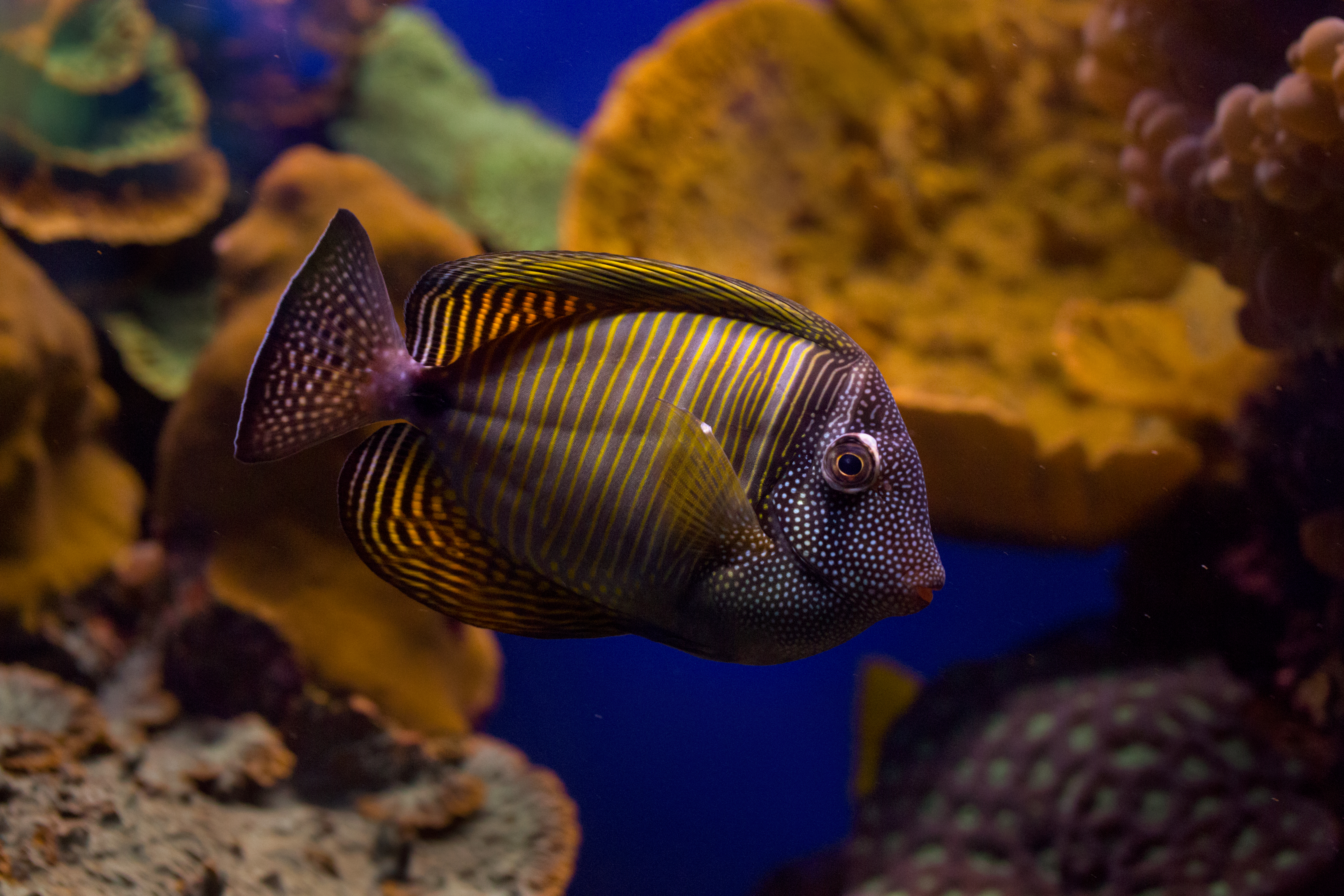
Indischer Segelflossendoktor (Zebrasoma desjardinii)
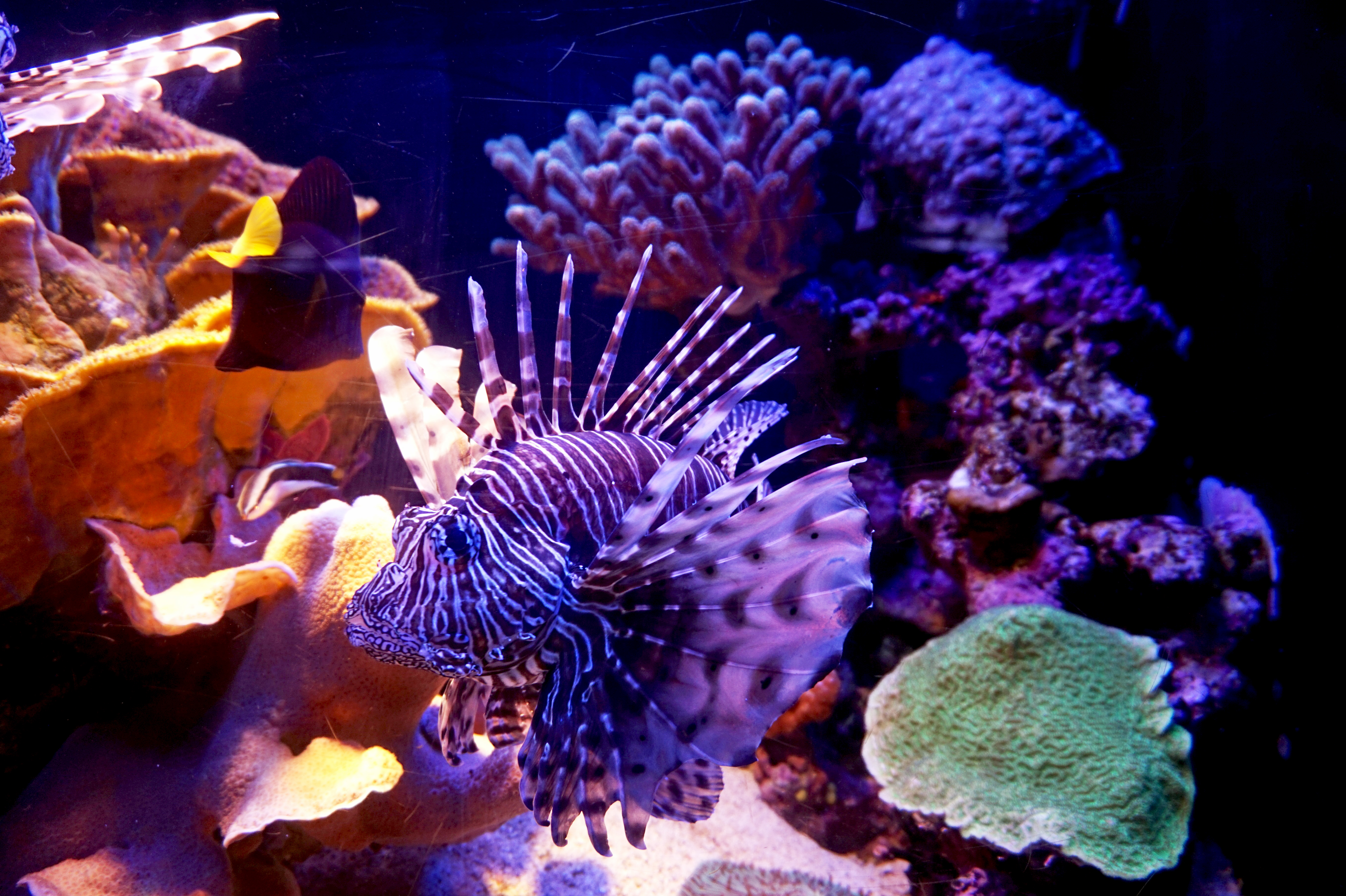
Feuerfisch (Pteroinae)
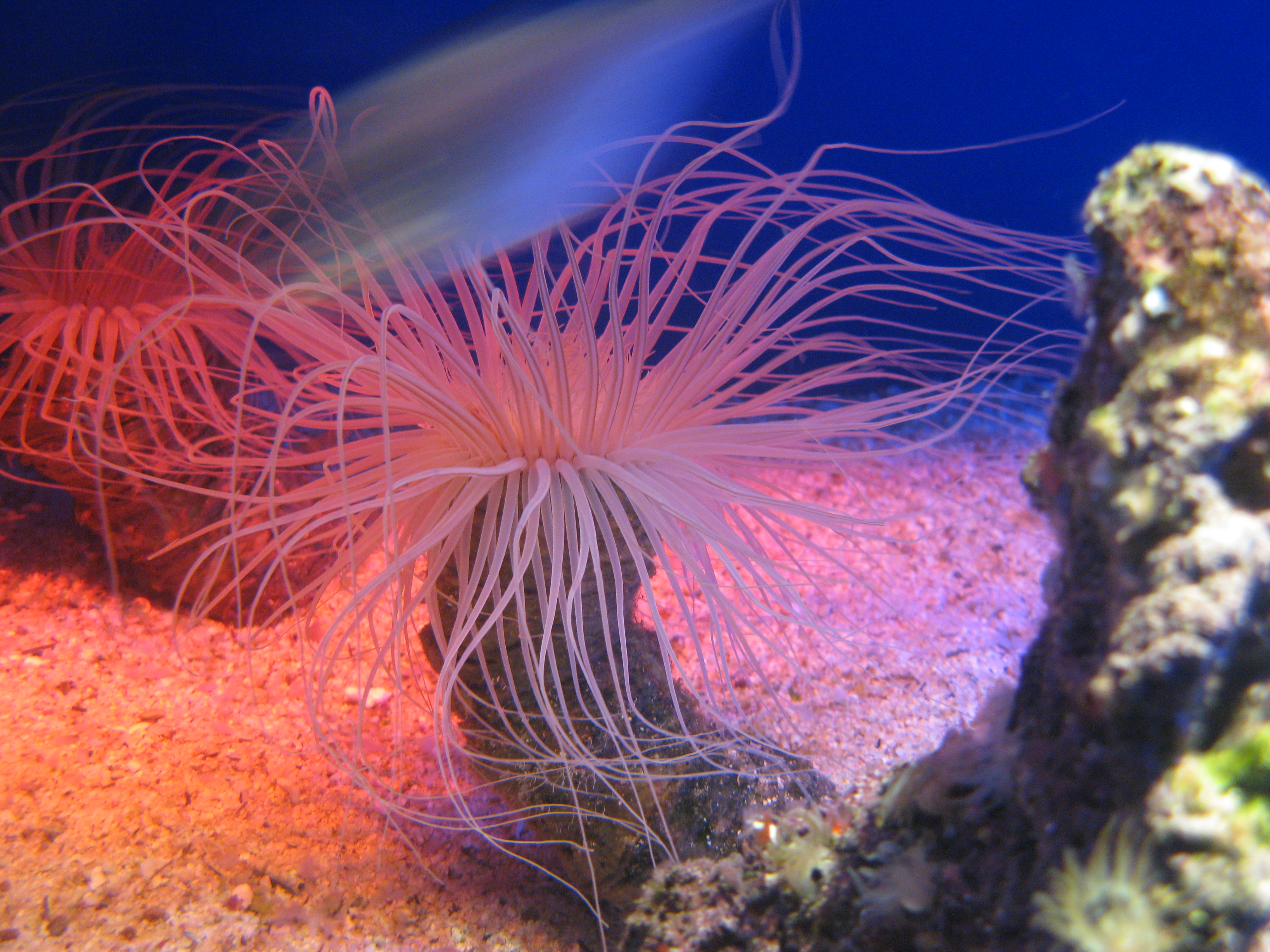
Seeanemone (Actiniaria)
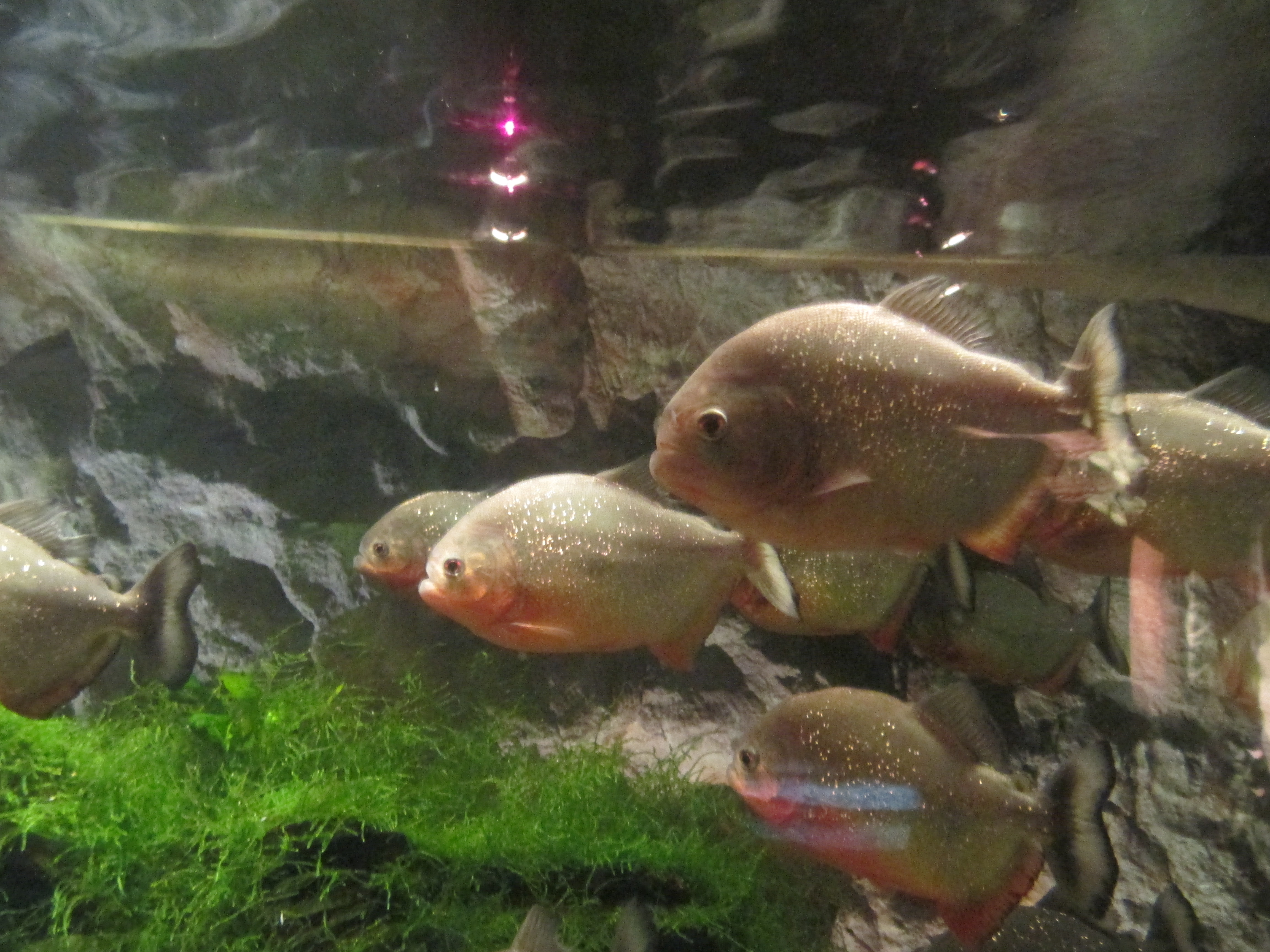
Roter Piranha (Pygocentrus nattereri)
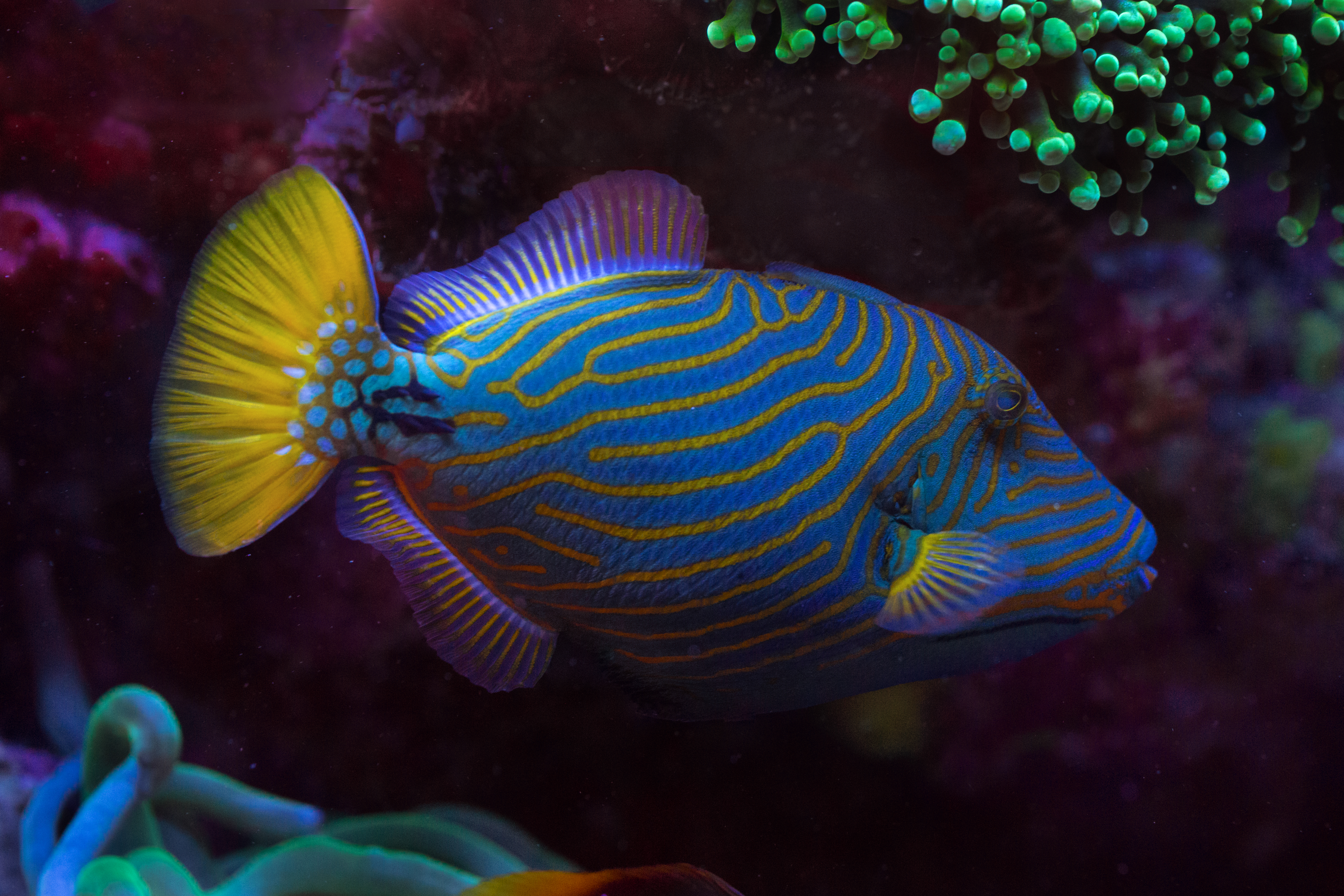
Orangestreifen-Drückerfisch (Balistapus undulatus)
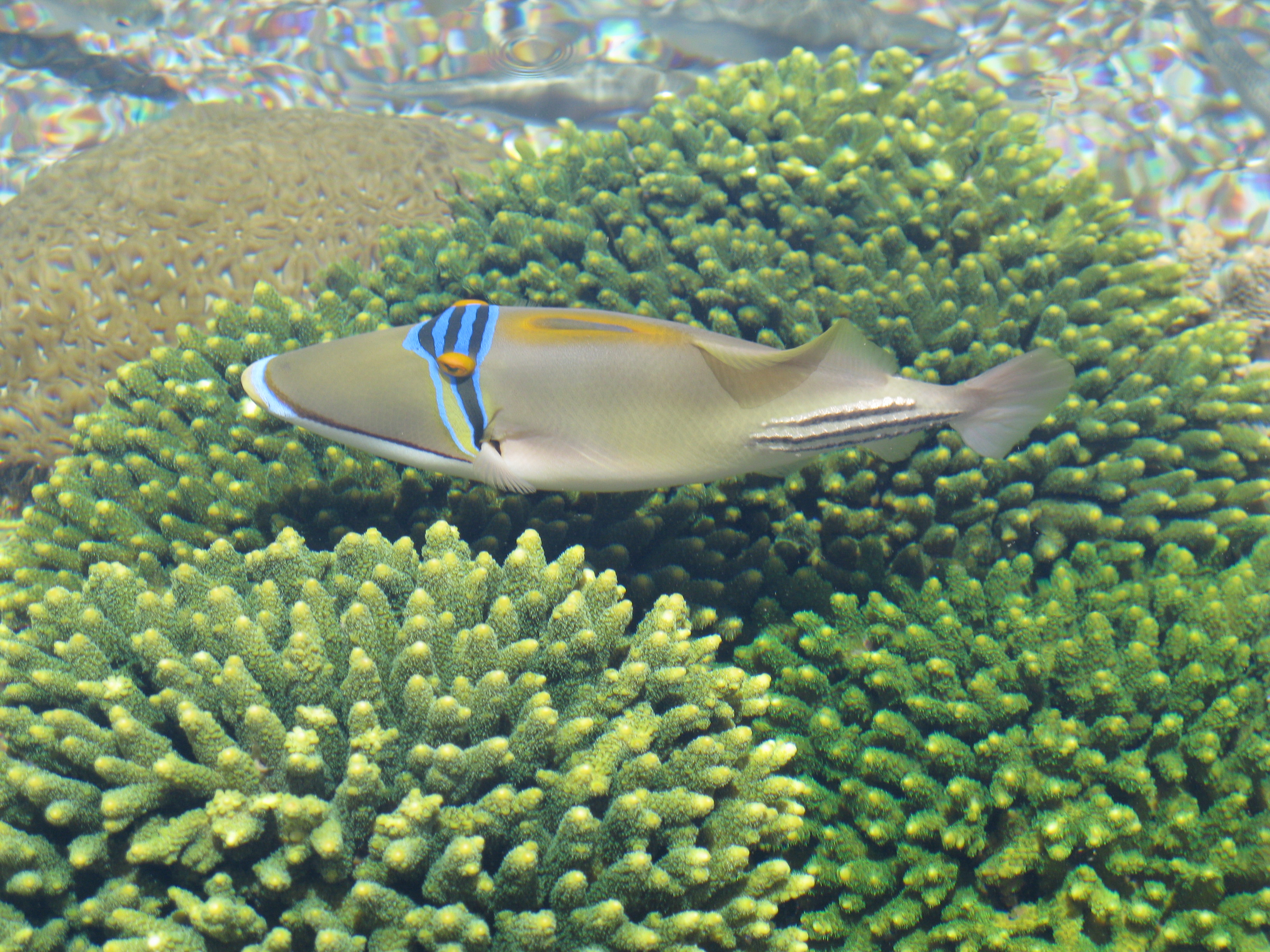
Rotmeer-Picassodrückerfisch (Rhinecanthus assas)
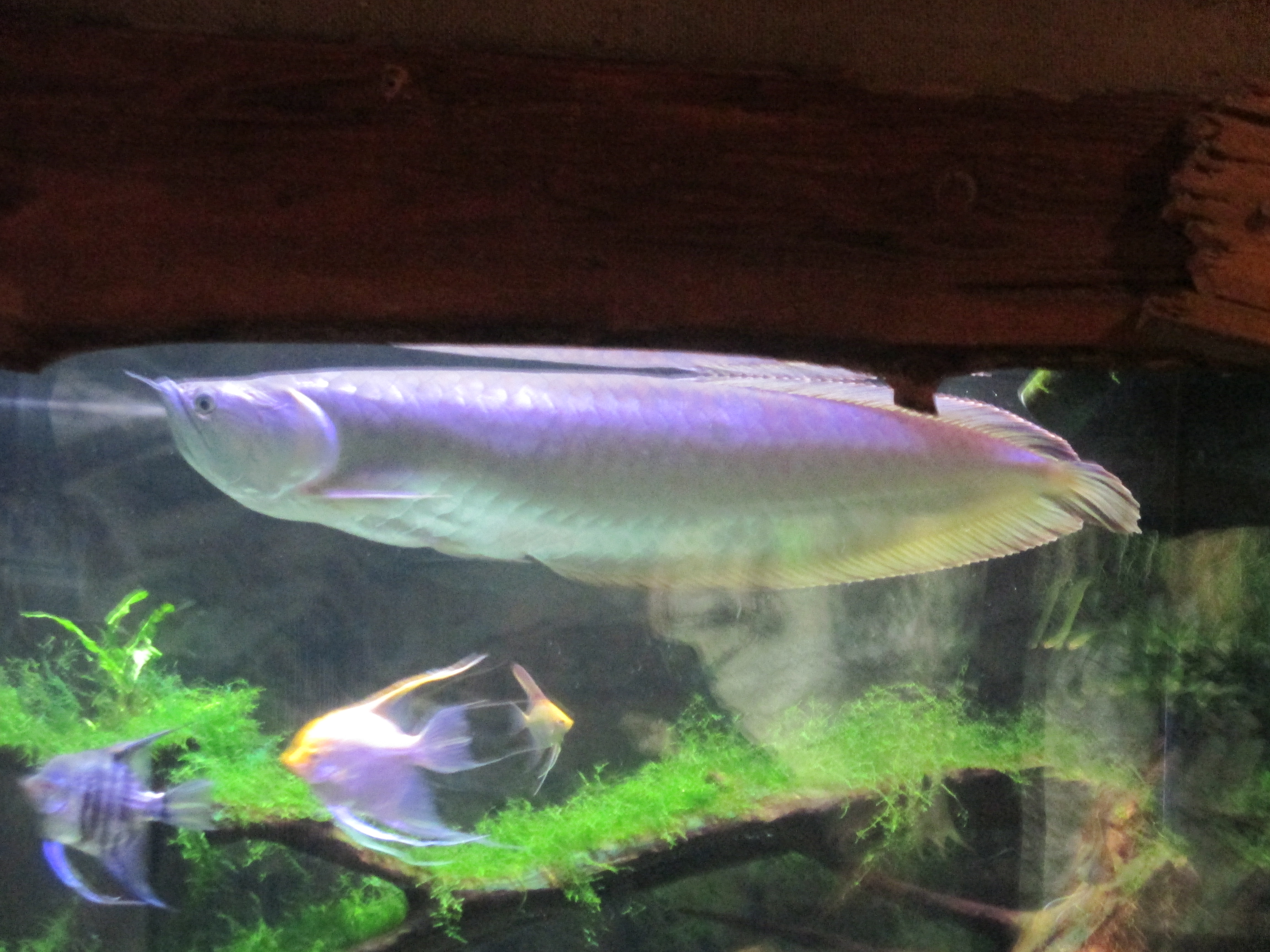
Arowana (Osteoglossum bicirrhosum)
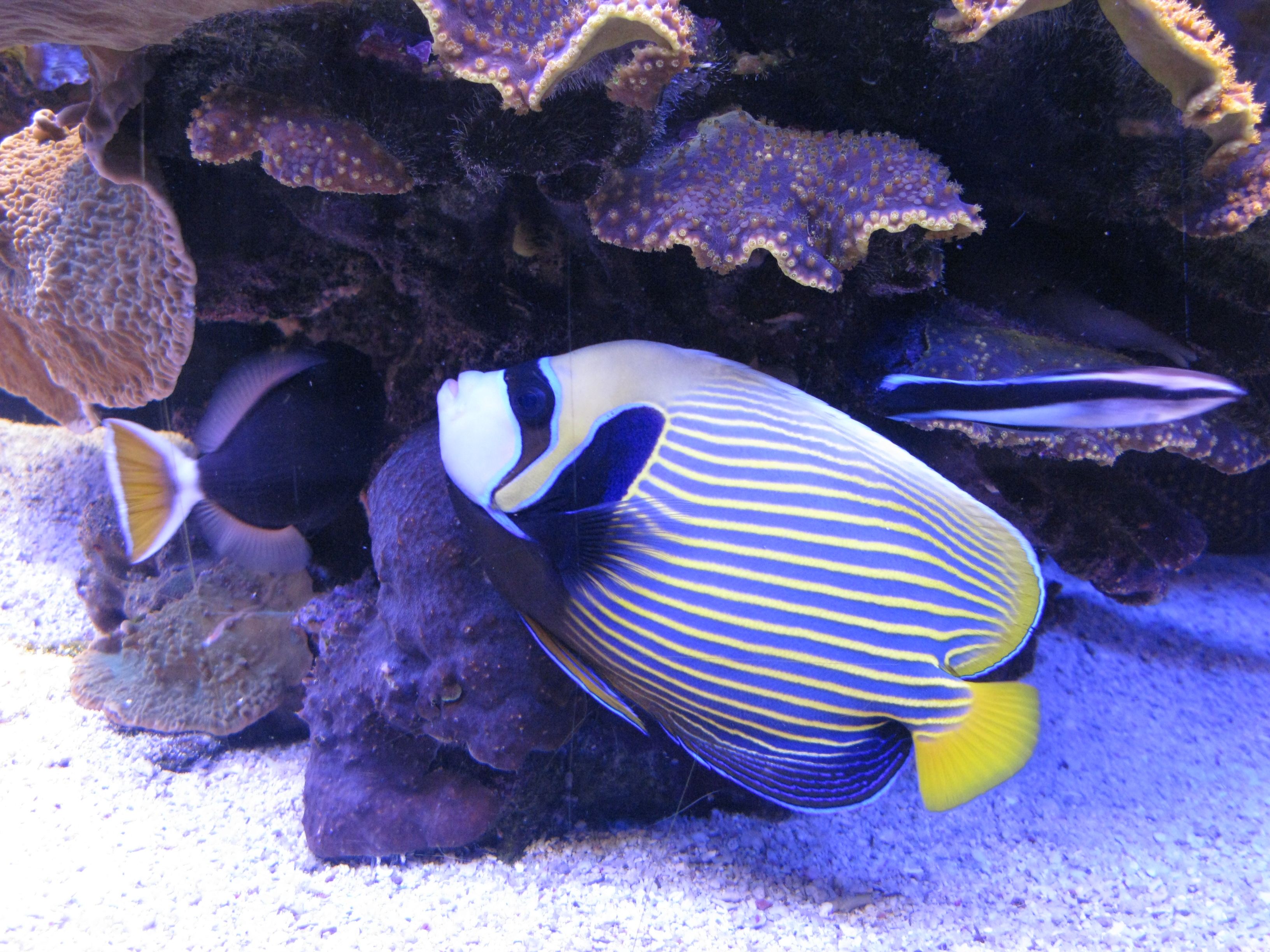
Imperator-Kaiserfisch (Pomacanthus imperator)

## Arterhaltungsprogramme
Das Coral World Underwater Observatory beschäftigt sich intensiv mit aktuellen Fragen zur Meeresbiologie, im Besonderen zum Problem der Überfischung oder mit den durch den Klimawandel auftretenden Schäden an Korallenriffen. Mitarbeiter dokumentieren ständig die Forschungsergebnisse und richten Zuchtprogramme für Meerestiere aus. Das Coral World Underwater Observatory beteiligt sich auch an der Reproduktion von Meerestieren wie Meeresschildkröten (Cheloniidae), Seepferdchen (Hippocampus), Feuerfischen (Pteroinae) und Seeanemonen (Actiniaria), um diese wieder im Meer aussetzen zu können. Das Tauchteam des Aquariums wartet kontinuierlich das Korallenriff mit großem Engagement und ist in Pflege- und Wartungsarbeiten tätig, dazu gehört beispielsweise das Beseitigen von Trümmerteilen aus den Korallen, Entfernen von Schädlingen, Ausbessern von gebrochenen Korallen und das Zufüttern für Fische. An vielen Projekten nehmen auch Schulkinder teil und das Ziel des Observatoriums ist es, die Jugend für die Natur und den Umweltschutz zu begeistern.